# Batalha de Panormo (250 a.C.)
A segunda Batalha de Panormo, travada no contexto da Primeira Guerra Púnica, aconteceu em 250 a.C. e resultou numa vitória dos romanos, que haviam conquistado a cidade três anos antes, na primeira batalha de Panormo, frente aos cartagineses, que tentavam recuperá-la. Políbio a chamou de Batalha do Monte Ercte.

## Contexto
Depois da derrota na Batalha de Tunes, os romanos tentaram retornar com a frota e os sobreviventes para Roma, mas um naufrágio destruiu 340 dos 420 navios romanos e as perdas foram enormes. No ano seguinte, as legiões romanas conquistaram Panormo (moderna Palermo) enquanto Asdrúbal Hanão, um general cartaginês enviado à Sicília treinava seus exércitos perto de Lilibeu, que estava nas mãos de Cartago. Na campanha seguinte, Cneu Servílio Cepião e Caio Semprônio Bleso, os cônsules romanos, cruzaram novamente até a África, o território cartaginês, para desembarcar com um novo exército, mas, perto da ilha de Meninge (moderna Djerba), conhecida também como "ilha dos Lotofágios", no golfo de Gabès, a frota encalhou depois de uma tempestade e só depois de muito esforço conseguiu escapar para retornar à Sicília. Mais uma vez os romanos sofreram grandes perdas por conta do clima e mais de 150 navios afundaram.
Neste ponto, os romanos decidiram não mais insistir em investidas pelo mar e, à frente de uma frota de sessenta navios encarregada do apoio logístico, enviaram à Sicília os novos cônsules de 252 a.C., Caio Aurélio Cota e Públio Servílio Gêmino, com reforços para as legiões da ilha.
Por conta disto, a situação dos cartagineses melhorou muito; no mar, era incontestáveis e, depois da vitória em Tunes pelo uso dos elefantes, acreditavam saber como conter efetivamente as poderosas legiões romanas. A contestada reconstrução polibiana cita um exército suportado por mais de duzentos navios e cento e quarenta elefantes de guerra. Asdrúbal Hanão, que já liderava suas forças em Lilibeu, assumiu o comando da guarnição de Heracleia e mais esta nova força enviada de Cartago.
No ano seguinte, as legiões romanas se recusaram a dar aos cartagineses a oportunidade de um confronto direto, com Asdrúbal mantendo-se em território acidentado, impróprio para o uso de elefantes, e cercaram Terme e as ilhas Líparas. Roma construiu cinquenta navios para travar no mar uma guerra que, no front terrestre, já estava decidida. A partir destas bases estratégicas, a metade do exército foi chamada a Roma pelo cônsul Caio Fúrio Pácilo e a outra permaneceu em Panormo, aos cuidados de seu colega, Lúcio Cecílio Metelo, para protegê-la. Asdrúbal, quando soube da redução das forças romanas em Panormo, finalmente deixou de hesitar e decidiu levar seu exército de Lilibeu até as redondezas de Panormo.

## Batalha
O cônsul romano, em parte para tentar dar segurança aos seus homens, aterrorizados pelos elefantes, e em parte por cálculo tático, decidiu que seria mais produtivo manter suas forças no interior da muralha para evitar o encontro direto com os potentes elefantes cartagineses.
Asdrúbal, notando esta hesitação dos romanos, se convenceu de que Cecílio Metelo não ousaria sair das muralhas e lançou suas forças numa tentativa de tomá-la de assalto, a mais óbvia das manobras. Os cartagineses começaram a destruir as colheitas e os equipamentos agrícolas, tentando forçar uma saída romana para uma batalha campal.
Cecílio Metelo não sucumbiu à tentação e manteve suas tropas no interior da muralha até que os cartagineses e seus elefantes ultrapassaram um rio que passava perto da cidade. Neste ponto, o cônsul ordenou um ataque da infantaria ligeira, com a ordem de provocar os cartagineses para que eles se perfilassem em ordem de batalha. Mas Metelo não fez o mesmo. Ele ordenou que alguns de seus soldados com maior mobilidade se posicionassem à frente dos muros e do fosso com ordens de atacar os elefantes com flechas em abundância caso eles se aproximassem.
Caso eles fossem repelidos, os arqueiros deveriam recuar até o fosse e, dali, deveriam continuar o ataque aos elefantes; um grande número de operários perto do mercado tinham a missão de repor constantemente as flechas dos arqueiros. O próprio cônsul liderou o destacamento que estava constantemente enviando reforços para o portão externo da cidade, que estava sendo atacado pela esquerda cartaginesa.
Iniciando o ataque, o exército cartaginês rompeu facilmente a linha dos arqueiros e da infantaria ligeira, pondo os romanos em fuga para dentro do fosso. Juntamente com a infantaria, eles focaram suas flechas nos elefantes, como ordenado e, a arma que deveria a base e o fundamento da força cartaginesa acabou sendo o instrumento de sua derrota. Os arqueiros acertaram muitas flechas nos animais e a infantaria leve atacou-os com suas lanças, conseguindo ferir muitos deles no ventre e nas patas. Muito feridos, os elefantes cartagineses se voltaram, em fúria cega, contra a própria linha de combate cartaginesa numa tentativa desesperada de fugir do tormento.
Este era exatamente o objetivo de Cecílio Metelo. As fileiras cartaginesas foram esmadas e postas em fuga por seus próprios elefantes enlouquecidos, que não eram mais um problema para os romanos e sim dos inimigos. Cecílio então ordenou que suas forças principais saíssem da cidade e lançou sobre o flanco do exército cartaginês tropas descansadas e em boa ordem de combate. A derrota dos cartagineses foi total. Dez elefantes foram capturados com seus "indianos", como eram chamados seus condutores, enquanto os demais, já sem seus indianos, foram depois cercados e capturados também.

## Consequências
Políbio não informa quantos homens perderam a vida entre os cartaginesas, mas muitos foram mortos e o resto, posto em fuga. Eutrópio e Paulo Orósio falam de 20 000 mortos.
Com esta batalha, Roma conseguiu a supremacia das operações terrestres e provaram que os elefantes de guerra não eram imbatíveis. A partir de Panormo, uma nova frota, com cerca de navios foi construída para levar mais uma vez a guerra para a África e as legiões se viram finalmente com coragem suficiente para encerrar, depois de quatorze anos, a Primeira Guerra Púnica.
Cartago, por sua vez, viu seu controle sobre o território siciliano reduzido às cidades de Drépano, Lilibeu e à ponta ocidental da ilha. A região estava prestes a ser atacada por que Roma queria levar a guerra às muralhas de Cartago.